# 大覚寺 (石岡市)
大覚寺（だいかくじ）は、茨城県石岡市にある浄土真宗本願寺派の寺院。

## 歴史
鎌倉時代、周観大覚によって開山された。周観大覚は後鳥羽天皇の皇子であったが、比叡山延暦寺で出家し、「周観大覚」と称した。周観大覚がこの地に草庵を結んだのが当寺の起源である。
その後、周観大覚は浄土真宗の親鸞に帰依、「善性房鸞英」と名を改め、浄土真宗の教えを広めることになる。
当寺には、池泉回遊式の庭園がある。どこからみても景色が良いので「裏見無しの庭」と呼ばれている。

## 文化財
- 妙法蓮華経（茨城県指定文化財 昭和33年3月12日指定）[3]
- 弥陀名号（茨城県指定文化財 昭和33年3月12日指定）[4]
- 大覚寺庭園（石岡市指定名勝 昭和43年3月15日指定）[5]

## 交通アクセス
JR水戸線福原駅より車10分。
北関東自動車道笠間西ICより車8分。
JR常磐線羽鳥駅より関東鉄道バス板敷山下車、35分。